# Shatane
Shatane est une bande dessinée italienne (ou fumetti) dessinée par Leone Frollo. Son titre original en italien est Naga la maga. Cette série fut publiée en Italie de 1975 à 1978 et en France, en version censurée, par Elvifrance de 1976 à 1978.
Les couvertures sont de Leone Frollo et d'Alessandro Biffignandi.

## Personnages
La duchesse Natascia Romanoff, fille du Tsar Nicolas II de Russie, échappe à la mort lors du massacre de sa  famille à Ekaterinbourg, grâce à un tour de magie que lui a enseigné Raspoutine. Elle décide alors de changer son prénom en "Shatane" ("Naga" en italien) et de découvrir le monde d'après-guerre. Elle vit avec son serviteur et amant, Yul, qui partage aussi ses aventures. Lors de celles-ci, elle rencontrera notamment Adolf Hitler, Dracula, Rudolf Valentino et bien d'autres et devra combattre son ennemi "Maléficus".